# Brumovice (ort i Tjeckien, lat 50,02, long 17,75)
Brumovice är en ort i Tjeckien. Den ligger i den östra delen av landet, 240 km öster om huvudstaden Prag. Brumovice ligger 328 meter över havet och antalet invånare är 1 464.
Terrängen runt Brumovice är huvudsakligen platt, men västerut är den kuperad. Terrängen runt Brumovice sluttar österut. Runt Brumovice är det ganska tätbefolkat, med 65 invånare per kvadratkilometer. Närmaste större samhälle är Krnov, 8,9 km norr om Brumovice. Trakten runt Brumovice består till största delen av jordbruksmark.